# Stephen B. Packard
Pour les articles homonymes, voir Packard.
Stephen B. Packard, né le 25 avril 1839 et mort le 31 janvier 1922, gouverneur de la Louisiane du 8 janvier 1877 au 24 avril 1877, membre du Parti républicain. 

## Biographie

### Carrière politique
Packard fut déclaré victorieux par le Sénat de Louisiane bien qu'ayant obtenu 8 000 voix de moins que son adversaire Francis T. Nicholls. Il ne fut cependant pas reconnu par le gouvernement fédéral.